# Puente de la Trinidad
El puente de la Trinidad (en ruso: Тро́ицкий мост, Tróitskiy Most) es un puente basculante que cruza el río Nevá en San Petersburgo (Rusia), conectando el Kamennoostrovsky Prospect con la plaza Suvorov. Fue el tercer puente permanente sobre el Nevá, construido entre 1897 y 1903 por la empresa francesa Société de Construction des Batignolles. Tiene 582 metros de longitud y 23.6 metros de anchura. El puente debe su nombre a la antigua catedral de la Santa Trinidad, que se encontraba en su extremo norte. En el siglo xx, recibió el nombre de puente de la Igualdad (en ruso: мост Ра́венства, Most Rávenstva) entre 1918 y 1934 y puente Kírovsky (en ruso: Ки́ровский мост, Kírovskiy Most) entre 1934 y 1999.

## Historia y construcción

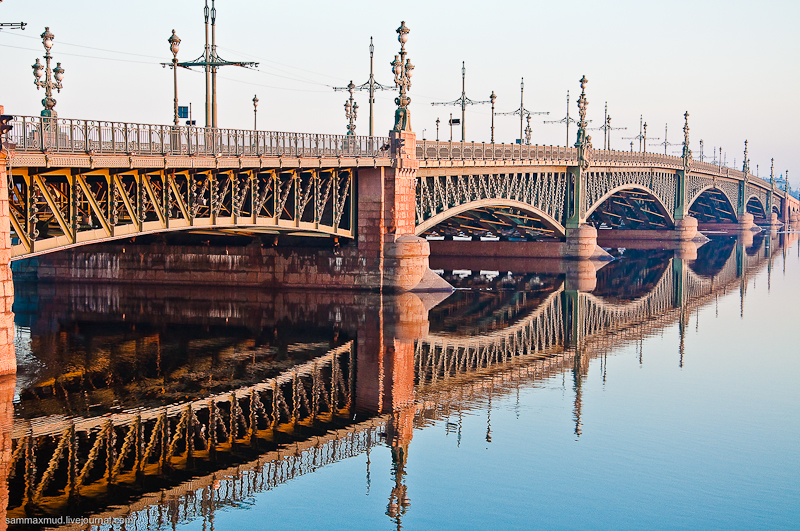
El puente de la Trinidad es un emblema del diseño modernista.

En 1803, el puente de barcas Voskresensky, que había sido construido en 1786 cerca del Voskresensky Prospect (actual Chernyshevsky Prospect), fue trasladado al Jardín de Verano. En 1825 se construyó el puente de barcas Suvorovsky para conectar la plaza Suvorov con la plaza de la Trinidad o Troitskaya.
En 1892, se convocó un concurso para construir un puente de la Trinidad permanente. Hubo dieciséis propuestas de ingenieros rusos y europeos, incluida una del ingeniero francés Gustave Eiffel, el creador de la famosa Torre Eiffel de París. El ganador fue el concepto fuera de la competición de Paul Bodin, ayudado por Arthur Flachet, Vincent Chabrol y Claude Patouillard de la empresa francesa Société de Construction des Batignolles. Un equipo de ingenieros rusos realizó algunas contribuciones a su propuesta. También participó en el proyecto una comisión especial de la Academia Imperial de las Artes, integrada entre otros por Leon Benois.

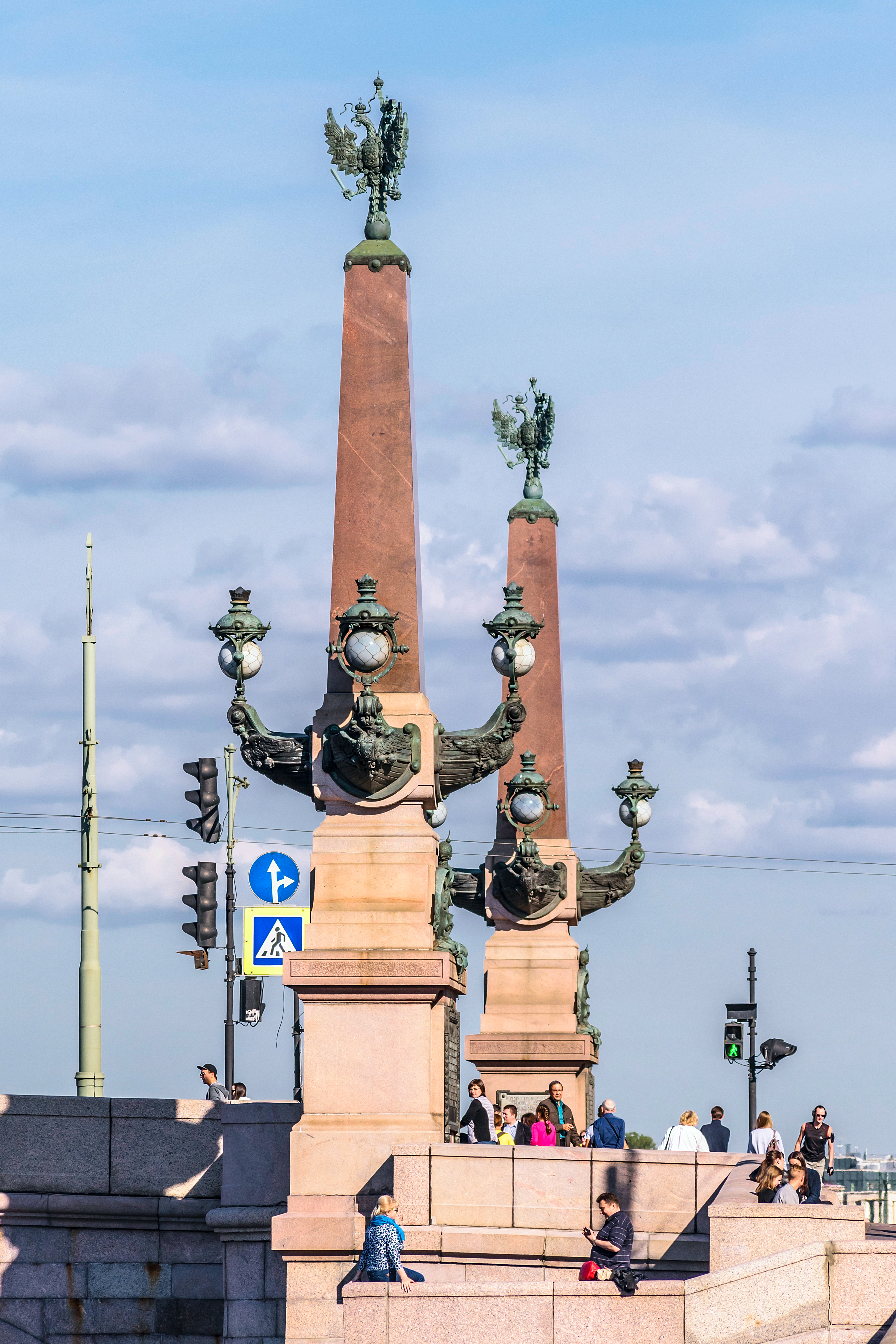
Las columnas rostrales del puente de la Trinidad.

Las obras empezaron el 12 de agosto de 1897. Félix Faure, el entonces presidente de Francia, asistió a la ceremonia. Con ese mismo espíritu político, Nicolás II de Rusia puso la primera piedra del puente Alejandro III de París, otro memorial de la alianza franco-rusa. El puente fue completado en 1903, a tiempo para el bicentenario de San Petersburgo.
Originalmente el puente tenía nueve vanos. Cinco de ellos eran vanos permanentes con remaches metálicos, construidos usando el novedoso sistema de consola-arco-viga; su longitud aumentaba gradualmente desde las orillas hacia el centro del río. Un viaducto de granito con tres arcos conectaba la sección metálica central con la orilla derecha, y un vano basculante con dos alas la unía a la orilla izquierda. El diseño de los vanos centrales, cuyas vigas sin cortar abarcan más de un tramo, alivia significativamente la tensión en la parte central de los arcos, disminuyendo así el apoyo necesario en el río y permitiendo que los vanos tengan una suave forma arqueada. El puente está decorado con barandillas de hierro fundido con elementos artísticos y pilones de granito con linternas metálicas de tres colores de estilo modernista. Los obeliscos que flanquean la entrada al puente desde la plaza Suvorov fueron remodelados en 1955. Entre 1965 y 1967 el vano basculante fue reconstruido con una sola ala. Su longitud se amplió a 43 metros y su diseño se basa en los otros vanos metálicos.
Se cree que el piloto soviético Valeri Chkálov voló con su avión por debajo del puente de la Trinidad en la década de 1930; aunque no hay ninguna prueba documental de este evento, su esposa lo ha confirmado. En 1940 Evgeny Borisenko repitió esta hazaña varias veces durante la grabación de la película Valery Chkálov. La hazaña de Chkálov es mencionada por Boris Grebenshchikov en su canción «Bajo el puente, como Chkálov» (Под мостом как Чкалов).